# Blue Rain
Blue Rain (Blue Rain 1992 - Los Originales) es el nombre de una de las barra bravas de Millonarios Fútbol Club, con sede en la ciudad de Bogotá fundada entre las localidades de Suba y Kennedy, pero con filiales en todo el país. Se ubica en la tribuna sur del Estadio el Campín con capacidad de 5.500 barristas.  Mientras que su barra hermana, Los Comandos Azules Distrito Capital se ubican en la tribuna norte con capacidad también 5.500 barristas por lo que los integrantes de ambas barras alcanzan los 11.000 integrantes.

## Historia
Hacia el segundo semestre del año 1992, aproximadamente 10 jóvenes, seguidores de Millonarios, empezaron a organizar una nueva barra que llamaron Blue Rain, la agrupación hizo presencia en la tribuna oriental general del Campín, buscando seguir las conductas de las barras de Argentina, Chile y Uruguay.
En 1992 "Beto", el líder de Blue Rain desde su organización, propuso trasladarse a la tribuna lateral norte ya que esa localidad les garantizaba tres beneficios: el costo de la boleta para entrar era la más barata de todas las localidades; la ubicación estaba más cerca del equipo cuando pisa el terreno de juego y además, lograrían la exclusividad de la gradería. Finalmente, el líder también planteó el cambio de nombre a Comandos Azules # 13. Entre 1997 y 1998, "Beto" empieza a motivar la formación de subgrupos dentro de la barra y así poder afrontar, desde los barrios y los colegios, las nacientes barras de otros equipos: La Guardia de Santa Fe, el Disturbio de América y una filial en la capital de Los del Sur de Nacional.
A finales de 1999 "Beto" fue destituido por un grupo que anteriormente lo apoyaba en su posición y se organiza una agrupación de doce personas que pretenden liderar la barra y para esto se dividen en dos secciones: una lidera las acciones de la lateral norte y la segunda hace lo propio en la tribuna sur. Sin embargo, la separación de estos grupos por tribunas y el obsequio de entradas a cada agrupación por parte del equipo – boletas que eran vendidas por ellos a un valor inferior del valor comercial – fueron motivos fundamentales para que se distanciaran pues cada agrupación logró un sustento económico propio.
La separación definitiva se dio en septiembre de 2005 al presentarse una fuerte pelea, al interior de la lateral sur, en el entretiempo del partido contra el Deportes Quindío, promovida por el líder de norte, quien quería ratificar su dominio en los dos grupos. En consecuencia, los líderes de sur se apartaron de Comandos, reorganizando una nueva Blue Rain e hicieron su aparición en febrero de 2006, primero en oriental general y luego se posicionaron en lateral sur. Desde ese año, la barra ha tenido tres liderazgos: primero fueron Leo y Neme, quienes fueron remplazados, en 2008, por PQEK, cabeza del grupo Pasión Millonarienxe (P-MIXE) y respaldado por el grupo la Cueva; y en 2011, PQEK entrega su lugar y es asumido por una junta directiva de 12 personas que son reconocidas por su antigüedad en la barra, en 2020 esta junta directiva es reemplazada y los parches deciden nombrar una nueva junta directiva conformada por los actuales líderes de los parches más representativos,  siendo estos los encargados actuales del liderato de la barra.

## Actos vandálicos y sanciones
- Invasión de cancha durante el partido por el Torneo Apertura 2016 entre Millonarios y Atlético Bucaramanga, la Dimayor le dio los 3 puntos y la victoria por escritorio al Bucaramanga.
- Asalto a establecimientos comerciales en Tuluá luego del partido Cortuluá vs Millonarios[3]
- Veto de 5 años del Estadio Palogrande por riñas al interior de la tribuna durante y después del partido Once Caldas vs Millonarios en 2016.[4]

- Agresión al bus del equipo Deportes Tolima después de quedar campeón en el Estadio El Campín de Bogotá después vencer 2-1 a Millonarios con dos goles de Juan Fernando Caicedo en el partido de vuelta de la final del Apertura 2021.

- Veto de por vida del Estadio Atanasio Girardot por actos de vandalismo.